# Польско-тевтонская война (1431—1435)
По́льско-тевто́нская война́ (1431—1435) — военный конфликт между Королевство Польским и Тевтонским орденом из-за вмешательства последнего в гражданскую войну в Великом княжестве Литовском. Орден в войне выступал как союзник великого князя литовского Свидригайло Ольгердовича, Польша — Сигизмунда Кейстутовича. В ходе конфликта произошло вторжение гуситов в пределы государства Тевтонского ордена. Исход войны был решён 1 сентября 1435 года в битве под Вилькомиром, закончившейся поражением войск Свидригайло и его союзников. 31 декабря 1435 года Орден вышел из войны, подписав с Польшей Брест-Куявский мир на условиях отказа от поддержки Свидригайло.

## Предыстория
В 1430 году скончался великий князь литовский Витовт. Основными кандидатами на престол были младший брат Витовта Сигизмунд Кейстутович и младший брат польского короля Ягайло Свидригайло Ольгердович, который приходился Витовту двоюродным братом. Великим князем был избран Свидригайло, что нарушало условия Городельской унии 1413 года, по которым великий князь литовский не мог быть избран без подтверждения со стороны Польши. Сознательное нарушение унии со стороны литовской шляхты означало её готовность к разрыву с Польшей.
Стремясь обеспечить полную независимость государства, Свидригайло попросил императора Священной Римской империи Сигизмунда прислать ему корону, предназначенную для Витовта. Польская знать во главе со Збигневом Олесницким потребовала от Свидригайло подтвердить вассалитет, однако он ответил отказом. Конфликт осложнялся неясным статусом Подолии и Волыни, которые по договору 1411 года принадлежали Княжеству только на время правления Витовта.
Воюя с поляками на Волыни, Свидригайло начал активную деятельность по формирования антипольского союза. Он вёл переговоры с Тевтонским орденом, Священной Римской империей, Молдавским княжеством, Золотой Ордой, а также многими владетельными православными князьями. Наиболее естественным союзником был Тевтонский орден, с которым в июне 1431 года Свидригайло подписал Христмемельский договор (совр. Скирснемуне) о совместных действиях против Польши.

## Военные действия
Выполняя условия договора, Тевтонский орден объявил Польше войну. В том же 1431 году войска Ордена, практически не встречая сопротивления (польские войска были заняты на Волыни), разорили Добжиньскую землю, взяли Нешаву и попытались продвинуться в Куявию и Крайну. Но 13 сентября тевтонцы потерпели поражение при Домбках около Накло.
В том же месяце в Старом Чарторийске было подписано двухлетнее польско-литовско-тевтонское перемирие. Перемирие было выгодно Польше, и неизвестно, почему Свидригайло пошёл на него. Перемирие не решило противоречий, между Королевством Польским и Великим княжеством Литовским развернулась политическая и идеологическая война. Поляки стремились настроить против Свидригайло литовскую знать, что в конце концов им удалось.

## Прусский поход гуситов
В июне 1433 года поляки заключили союз с чешскими гуситами, направленный против Тевтонского ордена, поддерживаемого непримиримым врагом гуситов императором Сигизмундом. Гуситские войска под командованием Яна Чапека получили свободный проход через Польшу для военного рейда в Пруссию — последнего и крупнейшего из «великолепных походов». Поляки также поддерживали противника Ордена померанского герцога Богуслава IX. Вдобавок после смерти господаря Александра на сторону поляков перешло Молдавское княжество.
За четыре месяца гуситы, действовавшие совместно с войсками Фёдора Острожского (сторонника Свидригайло), опустошили орденские земли: Ноймарк, Померанию и западную Пруссию. Сначала они предприняли безуспешную шестимесячную осаду Кёница, потом продвинулись на север к Швецу и Данцигу. 29 августа был взят Диршау. Несмотря на неудачную осаду Данцига, в начале сентября гуситы достигли побережья Балтийского моря около Оливы. По пути назад, гуситы взяли замок Новы Ясениц.

## Перемирие
13 сентября 1433 года в Ясенице было подписано перемирие до Рождества. Польско-тевтонские переговоры продолжились в Бресте-Куявском, а переговоры с гуситами — на Базельском соборе и на чешском сейме в Праге. Хотя руководство Ордена было готово продолжать войну с поляками, население разорённой гуситами Пруссии потребовало немедленного прекращения войны. Поляки выдвинули четыре основных условия: прекращение апелляций Ордена к императору Священной Римской империи, посредничество папы или Базельского собора для решении споров, передача Польше Нешавы и отказ от союза с Свидригайло. Тевтонцы ответили отказом, на что поляки пригрозили, что начнут новое вторжение.
После долгих переговоров 15 декабря было подписано Ленчицкое перемирие на два года. Орден обязался прекратить поддержку Свидригайло, кроме того, каждая сторона оставалась владей той территорией, что была завоевана в ходе войны (uti possidetis). Условием было также то, что ни одна сторона не будет искать посредничества со стороны иностранных держав, с изменения условий перемирия. Перемирие не распространялось на Ливонский орден, который вёл активные боевые действия в Литве.
Союз с гуситами, считавшимися в Европе еретиками, серьёзно повредил репутации Ягайло. Однако уже к концу 1433 года он был реабилитирован в глазах церкви. Дело в том, что Свидригайло вступил в союз с татарами. Ягайло получил от церкви десятину, и его представители были приглашены на Базельский собор.

## Исход войны
После смерти Ягайло в мае 1434 года Орден восстановил союз с Свидригайло, который собрал своих союзников (удельных князей, ливонских рыцарей, таборитов и ордынцев) для решающей битвы. Битва состоялась 1 сентября 1435 года под Вилькомиром. Армия Свидригайло состояла из более 50 дружин удельных князей, 3 тысячи ливонских рыцарей, 1.5 тысяч чешских таборитов и 500 ордынцев под общим командованием бывшего правителя Чехии племянника Свидригайло Жигимонта Корибутовича. Польско-литовскую армию, примерно равную армии Свидригайло, возглавлял сын Сигизмунда Михайлушка Жигимонтович. Сражение закончилось страшным поражением войск Свидригайла. Сам он успел бежать в Полоцк, магистр Кирскорф, ландмаршал и большинство ливонских рыцарей погибли, Жигимонт Корибутович был тяжело ранен и умер в плену.
31 декабря 1435 года между Тевтонским орденом и Королевством Польским был подписан Брест-Куявский мирный договор. Рыцари обязались прекратить всякую поддержу Свидригайло и в будущем поддерживать только тех великих князей, которые избирались Польшей и Великим княжеством совместно. Границы, установленные Мельским миром, изменены не были.